# Jörnkängan
Jörnkängan är ett företag i Jörn, Skellefteå kommun. Företaget tillverkar en känga med samma namn som företaget.
Jörnkängan användes 2019 främst av vandrare, men också av vissa militära förband i Sverige. Skon säljs på ett fåtal ställen och det är väntetid för att få sin känga.

## Historia

### Bröderna Randolf och Kurt Lindblom
Bröderna Randolf och Kurt Lindblom lade grunden för företaget Jörnkängan när de på 1950-talet började laga skor. Senare köpte de ett skomakeri i Jörn med vidhängande skoaffär. Bröderna hade varken utbildning eller erfarenhet av skomakeri men de lärde sig  och var noggranna med sitt arbete. Produkterna prövades ut av deras gamla arbetskollegor som arbetade i skogen. Arbetsfördelning blev så att Kurt och hans hustru hade hand om butiken och Randolf och hans hustru Ann Marie arbetade i skomakeriet.
Under 1960-talet tillverkades främst cellgummiskor med höga skaft av skinn, de som kom att bli synonyma med Jörnkängan. För att passa skidbindningar tillverkades skorna med näbb. Målgruppen var alla som arbetade ute på vintern, vilka inledningsvis var  skogsarbetare och renskötande samer. Även svenska militären upptäckte fördelarna med Jörnkängan som därefter började tillverkas med fyrkantsfräst sula och kabelfäste i hälen för att passa soldaterna skidbindningar. 
I början av 1960-talet var Jörnkängan med i  ett reportage i en jakttidning och efterfrågan på kängan ökade därefter. Bröderna Lindblom valde dock att fortsätta verksamheten i liten skala och tillverkade själva det de hann.
På 1970-talet tog bröderna emot en praktikant, Anders Dernebo, som gick årskurs sju. Efter att praktiken var klar fortsatte han komma tillbaka till skomakeriet på håltimmarna och 1981 blev han lärling.

### Anders Dernebo
Efter fyra års militärtjänstgöring återgick Anders Dernebo till Jörnkängan och 1987 övertog han verksamheten. Randolf Lindblom drog sig tillbaka från skotillverkningen efter att han ådragit sig skador av lim och lösningsmedel, men Dernebo fortsatte driva företaget i hans anda. 
Dernebo började med att bygga en bättre verkstad med ordentligt utsug. Även maskinparken förbättrades. Tillverkningen fortsatte dock i liten skala med fokus på hantverk och kvalitet. Vissa förändringar har genomförts, exempelvis har materialet i sulan bytts ut till en lättare sula med bättre isolering. År 1997 började kängan bäras av Norrlands jägarsoldater, och de fortsatte bäras av dem till åtminstone 2023.
År 2003 slutade Dernebo svara i telefon. Han menade att han tillverkade 1 200 par skor per år och att det fick räcka. Han meddelade åren 2008–2011 att fabriksförsäljningen upphört och att företaget endast sålde till Försvarets materielverk och en norsk handelsman. År 2019 uppgick omsättningen till 2,9 miljoner kronor. Standardmodellen fanns kvar, men med olika utförande och med förändringar utifrån funktion.
Omsättningen uppgick 2023 till 4,4 miljoner kronor.